# Nissan R381
Chronologie des modèles (1968)
Prince R380 Nissan R382
La Nissan R381 est une voiture de course développé par Nissan en 1968 pour courir au Japon. Elle succède ainsi à la Nissan R380-II, qui fut développé à l'origine par Prince.

## Développement

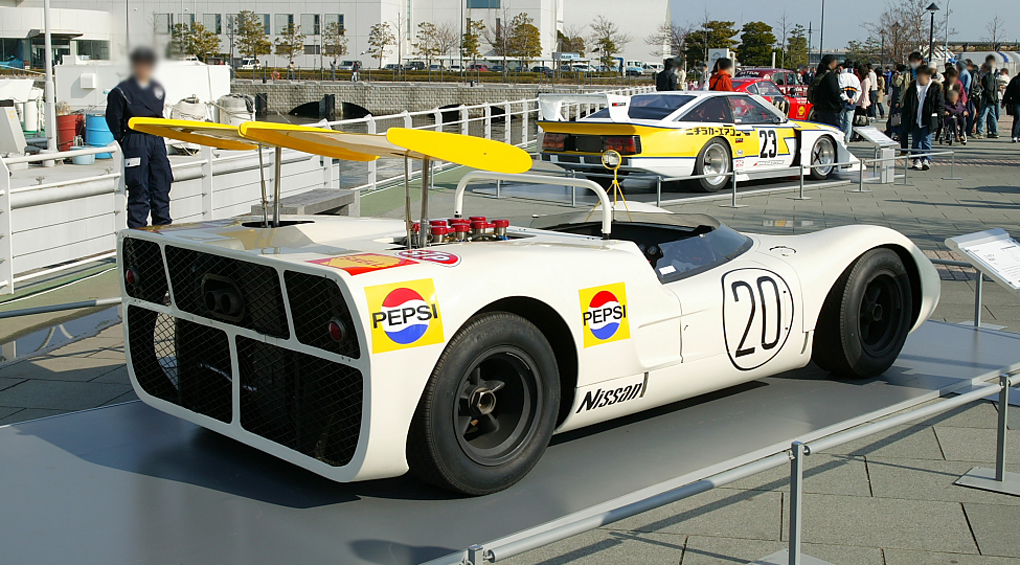
La Nissan R381 en 2006.

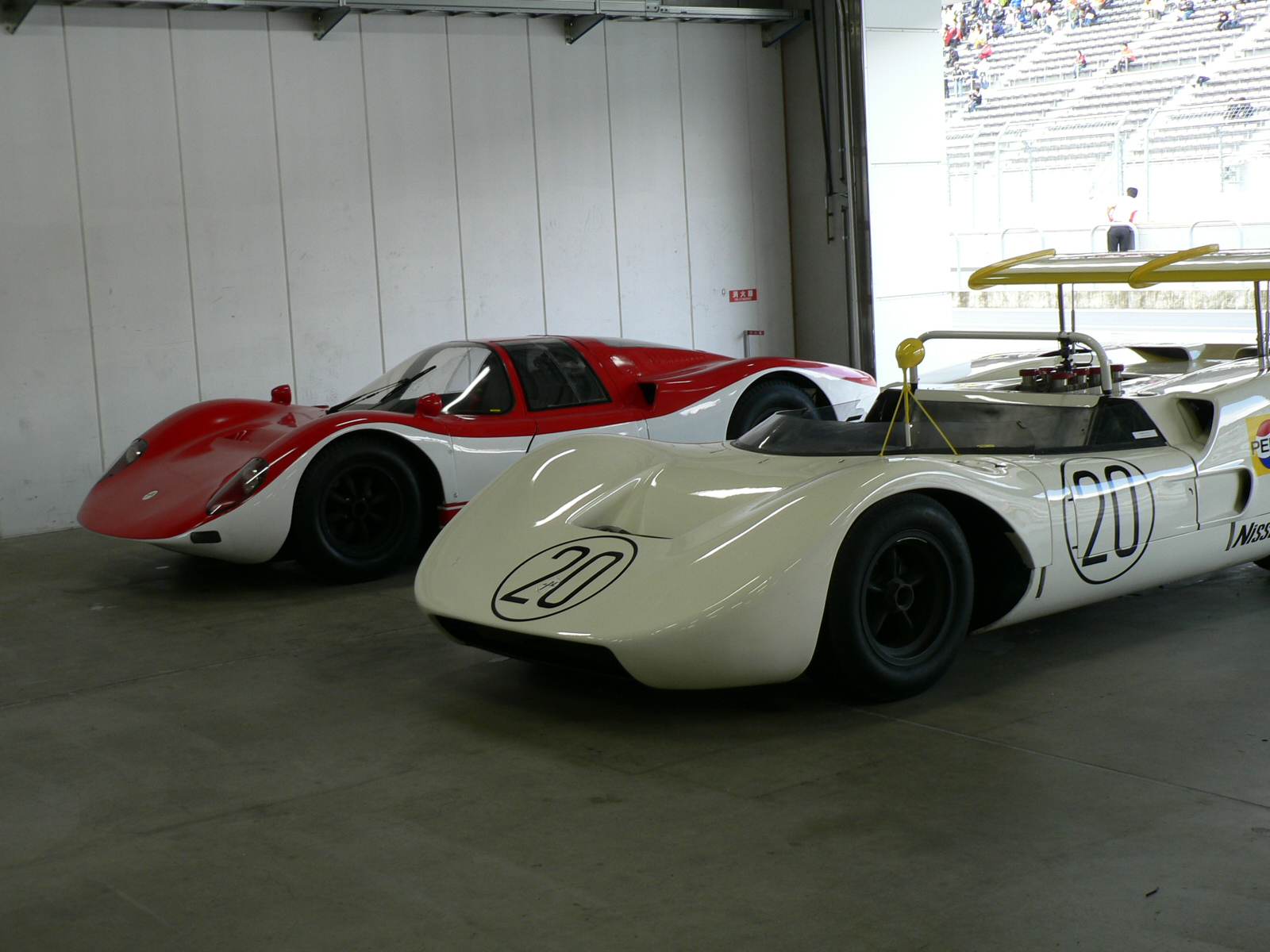
Nissan R381 à côté d'une Prince R380

À la suite de la défaite de la Nissan R380-II au Grand Prix automobile du Japon 1967, Nissan décide de développer une voiture plus performante pour l'édition 1968. En s'inspirant de la nouvelle série CanAm d'Amérique du Nord, les ingénieurs développent la R381, beaucoup plus puissante et plus rapide que le modèle précédent.
Sachant que le moteur 6 cylindres Prince GR8 d'origine ne serait pas assez puissant, Nissan prévoit d'utiliser un nouveau moteur V12 construit par Prince. Cependant, le moteur n'est pas achevés à temps, en partie à cause de l'inexpérience de Nissan et Prince dans la construction de V12, de sorte que la société se tourne vers un moteur V8 Chevrolet 5,5 L produisant près de 450 chevaux, deux fois plus que le GR8. Un autre emprunt à la CanAm  est l'apparition de grands ailerons à l'arrière de la voiture vus notamment sur les Chaparral Cars. Ces deux ailerons placées côte à côte peuvent être contrôlés horizontalement et verticalement par un système hydraulique pour améliorer la stabilité en virage.
Au niveau de la carrosserie, la R381 reste une simple évolution du coupé R380. L'arrière est rallongé et le capot moteur aplati afin d'accroître l'appui de l'aileron arrière. Cependant, après l'apparition de la nouvelle Toyota qui court dans la même catégorie (groupe 7), Nissan choisit de découper le toit de la R381. Le mince pare-brise est le seul élément qui reste en place, tandis qu'un petit arceau de sécurité est placé sur le capot moteur.

## Histoire en compétition
Débutant au Grand Prix automobile du Japon 1968, trois R381 sont engagées aux côtés de trois anciennes R380-II contre les trois nouvelles Toyota 7 et plusieurs Porsche. L'ensemble des Nissan font de bonnes performances, en prenant cinq des six premières places, une Porsche 910 arrive en seconde position derrière la R381 de Moto Kitano qui remporta la victoire.
Au Grand Prix automobile du Japon 1969, la R381 est remplacée par la Nissan R382 mûe par un nouveau moteur Nissan. En 2005, Nismo restaure une R381 pour l'exposer aux côtés des autres voitures de la série R380 sur de nombreux événements.